# Ельжбета Дружбацька
Єлизавета Дружбацька (пол. Elżbieta Drużbacka, 1695 або 1698 — 14 березня 1765) — поетеса та письменниця часів Речі Посполитої, представниця сарматського бароко. Прямий предок Андрея Шептицького.

## Біографія
Походила зі шляхетського роду Ковальських. Замолоду опинилася в почті шляхтянки Ельжбети Сенявської (із князів Любомирських). Здобула освіту в Кракові. У 1720 році вийшла заміж за Казимира Дружбацького, жидачівського скарбника. Народила від нього двох доньок — Маріанну і Анну. Після смерті чоловіка у 1740 році перебувала як компаньйонка при родинах Сенявських, Любомирських, Санґушків, Красицьких. У 1760 році оселилася в монастирі беренардинів у м. Тарнів, де й померла у 1765 році.

## Творчість
В її доробку присутня релігійна епіка (присвячена святим Марії Єгипетській, Давиду, Марії Магдалині) і вірші, віршовані романи, фабула яких сходить до міфології, фольклору та французької прециозної прози. Особливо цікава поема «Опис чотирьох пір року», де картини природи далекі від поширених аркадських шаблонів й відображають своєрідне і художньо чуйне сприйняття її поетесою.
Серед іншого значними є поеми «Історія князя Адольфа, спадкоємця Роксоланії», «Хвала лісу», «Історія християнської принцеси Елефантини Євфратської».
Крім того, вона є автором численних морально-дидактичних творів, де намагалася показати сучасні звичаї, шляхи їх покращення. Відомими серед таких творів є «Пункти для поліпшення польських звичаїв», «Приклади для віруючих і статечний шлюб по любові».

## Діти
- Маріанна — прямий предок Андрея Шептицького.
- Анна.